# リック・ジェネスト

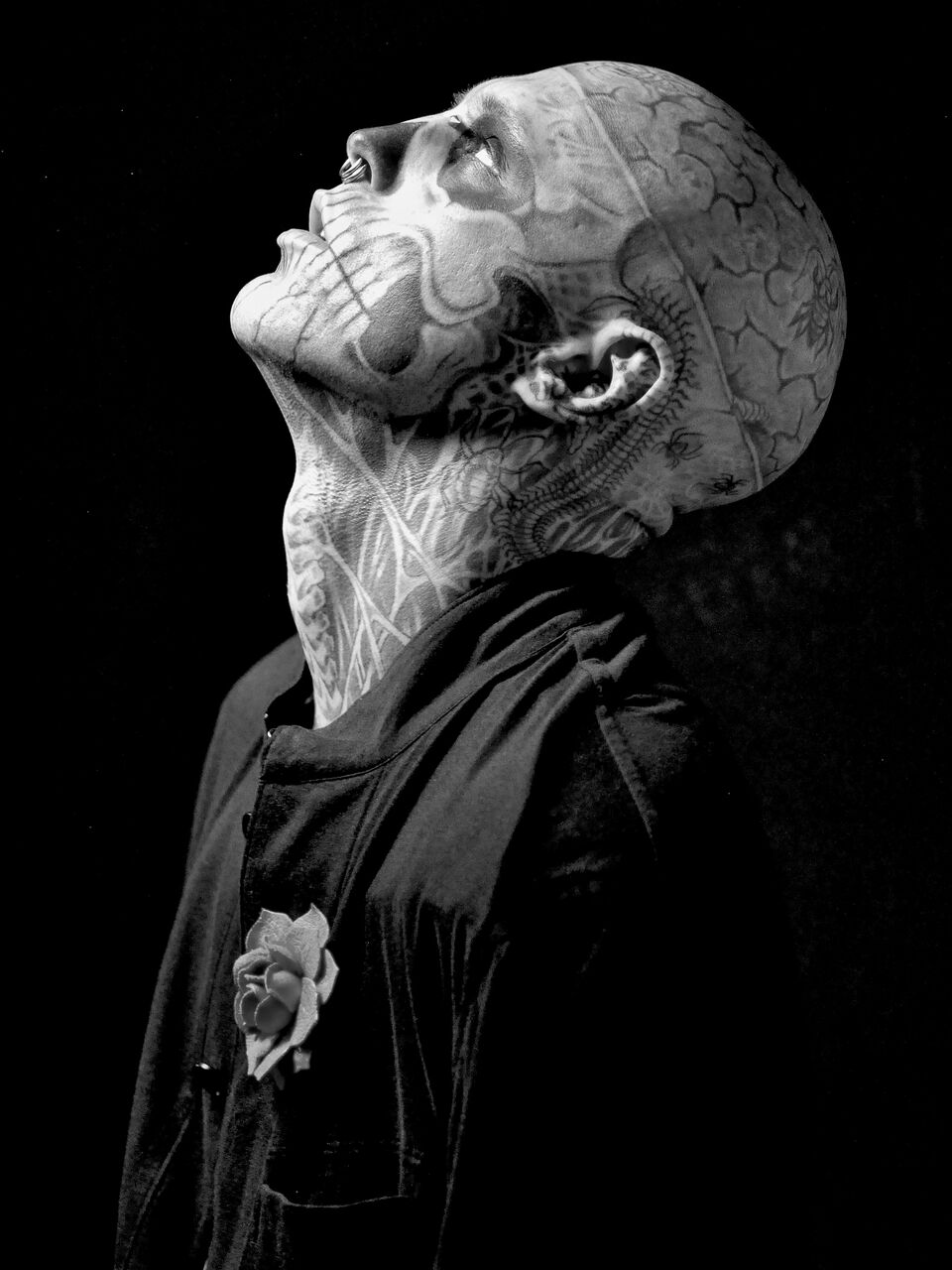
ゾンビボーイs

リック・ジェネスト（英: Rick Genest、1985年8月7日 - 2018年8月1日）は、カナダのファッションモデル、俳優。全身に刺青を入れたモデルとしてゾンビボーイ（英: Zombie Boy）の名で知られる。
2011年に出演したレディー・ガガの『ボーン・ディス・ウェイ』のプロモーションビデオで一躍世界的に有名になった。2018年8月1日、カナダ・モントリオールのプラトー・モン・ロワイヤルにある自宅で死亡した。

## 来歴
思春期に脳腫瘍と診断されて死と人生について考え始めバックパッカーの生活を始める。その後に、有名なタトゥーアーティストに出会いタトゥーの虜になってしまい全身にタトゥーを入れるようになった。
ティエリー・ミュグレーからファッションモデルとしてデビュー。
ロレアル社のプロモーションで同社のファンデーションDermablendで上半身のタトゥーを消す試みを行い、おどろおどろしいタトゥー下の顔が美青年だったと話題になった。

## 主な出演作品

### 映画
| 公開年 | 邦題 原題           | 役名                 | 備考             |
| ------ | ------------------- | -------------------- | ---------------- |
| 2009   | Carny               | Carny                |                  |
| 2013   | Aquario             | ゾンビボーイ(本人役) | ショートフィルム |
| 2013   | 47RONIN             | フォアマン           |                  |
| 2013   | In Faustian Fashion | Phoenix              |                  |
| 2014   | Love at Last Sight  | ゾンビボーイ(本人役) |                  |